# International Dragon Boat Federation
La International Dragon Boat Federation (IDBF) è la federazione sportiva internazionale, membro di SportAccord, che governa lo sport del dragonboat.

## Federazioni continentalì
- Asian Dragon Boat Federation (ADBF)
- European Dragon Boat Federation (EDBF)